# Laconicum

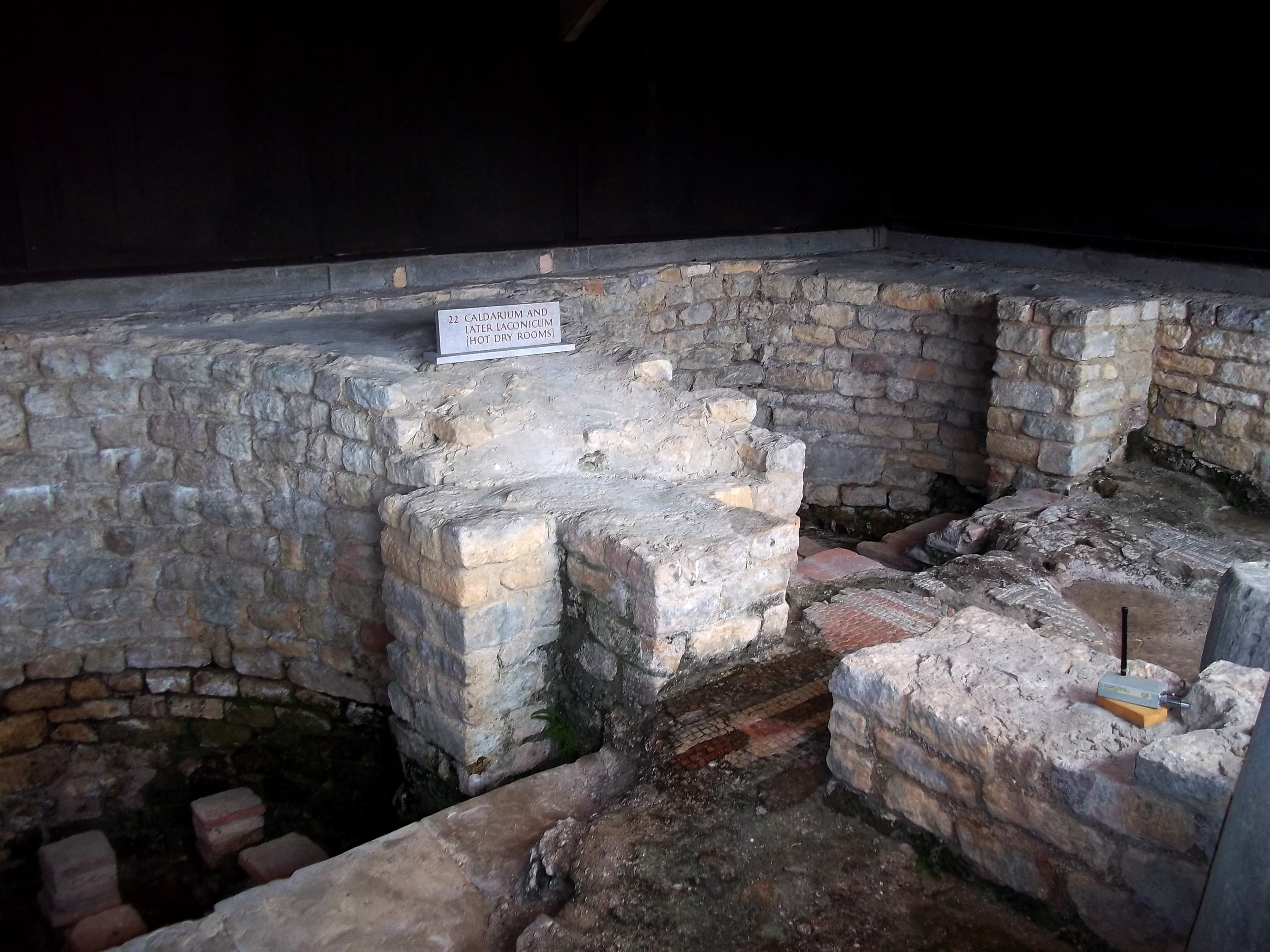
Laconicum van een Romeinse Villa in Chedworth

Het laconicum, ook wel Laconium, - naar het Laconië van de Spartanen - was een op het sudatorium gelijkende vorm van een zweetbad. Vermoedelijk voor hen de enige geaccepteerde wijze van warm baden.
Het ging hier om een halfronde, nis-vormige ruimte. Behalve de hete vloer zoals in het sudatorium had het ook een holte voor een kolenvuur en een schaal “het labrum” gevuld met water. Met dit water kon de badgast zichzelf besprenkelen.